# Limen
Limen (kinesiska: 礼门乡) är en socken i sydöstra Kina. Den ligger i Zhouning härad i staden Ningde i provinsen Fujian, omkring 110 kilometer norr om provinshuvudstaden Fuzhou. Antalet invånare är 6 377. Befolkningen består av 2 989 kvinnor och 3 388 män. Barn under 15 år utgör 15,0 %, vuxna 15-64 år 66 %, och äldre över 65 år 17,0 %.